# San Andrés Huaxpaltepec
San Andrés Huaxpaltepec är en kommunhuvudort i Mexiko.   Den ligger i kommunen San Andrés Huaxpaltepec och delstaten Oaxaca, i den sydöstra delen av landet, 400 km söder om huvudstaden Mexico City. San Andrés Huaxpaltepec ligger 231 meter över havet och antalet invånare är 4 212.
Terrängen runt San Andrés Huaxpaltepec är kuperad åt sydväst, men åt nordost är den platt. Terrängen runt San Andrés Huaxpaltepec sluttar västerut. Runt San Andrés Huaxpaltepec är det ganska glesbefolkat, med 26 invånare per kvadratkilometer. Närmaste större samhälle är Santiago Pinotepa Nacional, 14,6 km väster om San Andrés Huaxpaltepec. Omgivningarna runt San Andrés Huaxpaltepec är en mosaik av jordbruksmark och naturlig växtlighet.